# Partido para la Autonomía de Gibraltar
El Partido para la Autonomía de Gibraltar (PAG) fue una minoría derechista en Gibraltar, fundada el 7 de septiembre de 1977. Estuvo liderado por Joseph Triay y abogó por un acercamiento con España. Concurrió las elecciones generales de 1980, sin éxito.

## Historia
La PAG fue dirigido por Joseph Triay, un exmiembro de los «Palomos» en la década de 1960 y candidato independiente en las generales de 1976. Pidió un acuerdo con España, con estatus de autonomía para Gibraltar bajo la soberanía de España —siguiendo el enfoque en la estructura territorial de las autonomías de España, hecho posible por la Constitución española de 1978—. Sostuvo que era progibraltareño y nacionalista, y en contra de la presencia colonial británica, visto por él como obstaculizador del desarrollo del territorio. Por otro lado, por sus oponentes fue denominado como proespañol y «vendido».
Joe Bossano, ministro principal de Gibraltar entre 1988 y 1996, ha acusado a Peter Caruana, ministro principal entre 1996 y 2011, de haber sido un agente electoral del PAG.

## Elecciones
Concurre con tres candidatos a las elecciones generales de 1980 —los hermanos Triay y Tito Benady— obteniendo malos resultados. Aunque el partido aún existía en 1984, decidió no participar en las elecciones generales de ese año.